# Herbert Schmidtmeier
Herbert Schmidtmeier (* 21. Juli 1937 in Wien; † 26. Oktober 2014) war ein österreichischer Politiker (SPÖ) und Kaufmann. Schmidtmeier war zwischen 1986 und 1994 Abgeordneter zum Österreichischen Nationalrat.
Schmidtmeier besuchte nach der Volksschule eine Mittelschule und danach die kaufmännische Abteilung der Bundeslehr- und Versuchsanstalt für Textilindustrie in Wien. Er war in der Folge in verschiedenen österreichischen Unternehmen tätig und war ab 1970 Inhaber des elterlichen Betriebes M. Kunstadt KG. Ihm wurde der Berufstitel Kommerzialrat verliehen.
Schmidtmeier war von 1983 bis 1986 Abgeordneter zum Wiener Landtag und Gemeinderat, bevor er am 17. Dezember 1986 Abgeordneter zum Nationalrat wurde. Schmidtmeier war zudem von 1979 bis 1987 Landesobmann des Freien Wirtschaftsverbandes Wien und ab 1987 Präsident des Freien Wirtschaftsverbandes Österreich. Zudem hatte Schmidtmeier zwischen 1980 und 1987 das Amt des Vizepräsidenten der Kammer der gewerblichen Wirtschaft für Wien inne und war ab 1988 Vizepräsident der Bundeskammer der gewerblichen Wirtschaft. Schmidtmeier schied am 6. November 1994 aus dem Nationalrat aus. 